# Simashki

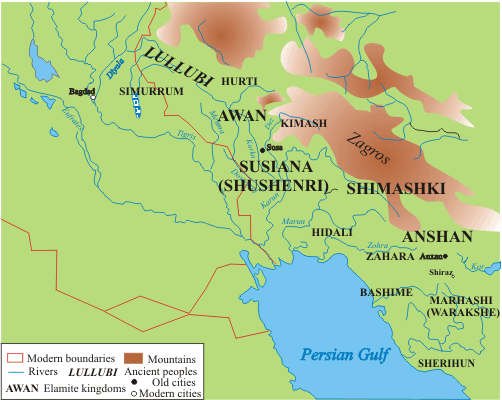
Territorio de Shimashki en el área de Mesopotamia.

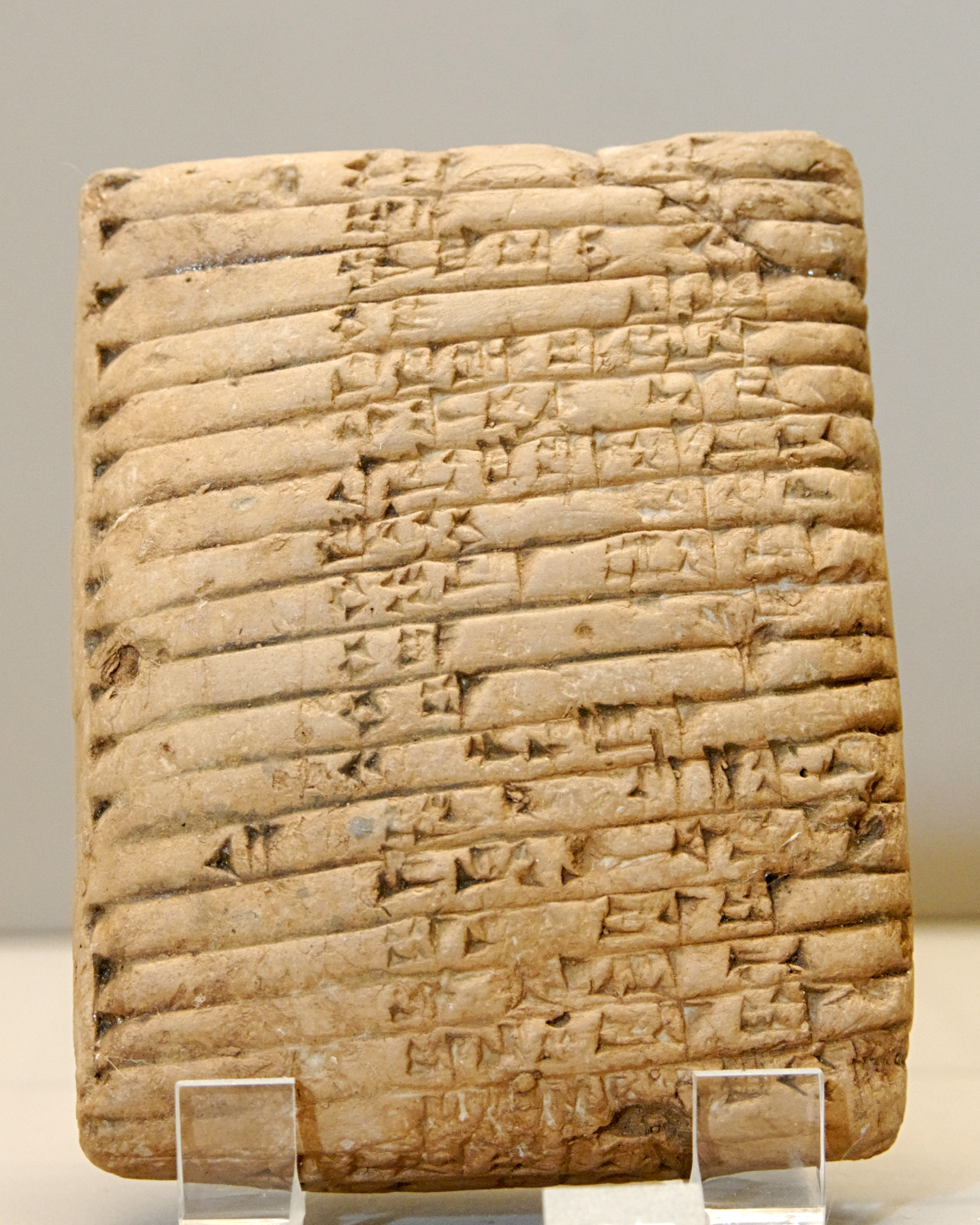
Lista dinástica de doce reyes de la dinastía Awan y doce reyes de la dinastía Shimashki, 1800–1600 a. C., Museo del Louvre.

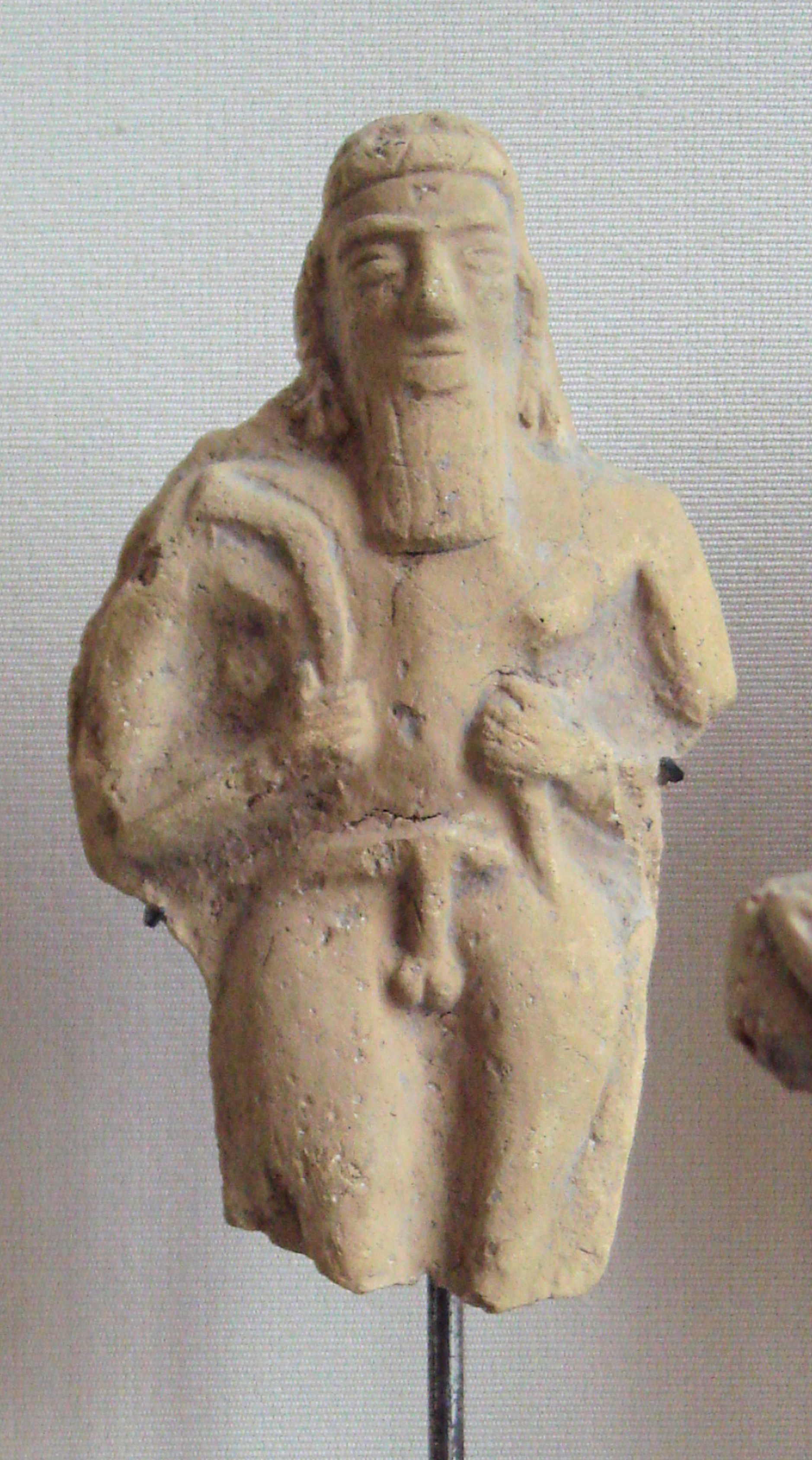
Hombre desnudo con armas Ur III, dinastía Shimashki, 2000-1940 a. C., Museo del Louvre.

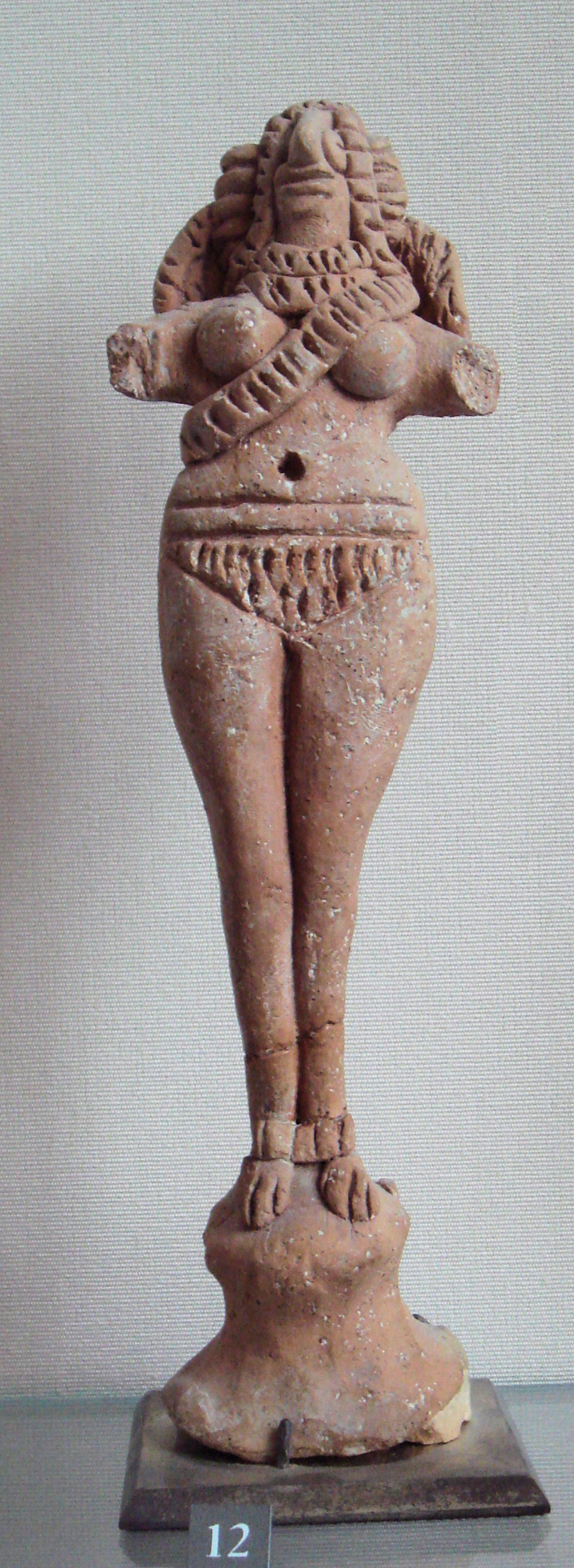
Estatuilla de mujer desnuda Ur III, dinastía Shimashki, 2000-1940 a. C., Museo del Louvre.

Simashki, Shimashki, Simash o Kimash es una región del antiguo Irán, parte del país de Elam. La ubicación de esta región aún está sujeta a debate. Parece, sin embargo, que se puede ubicar en la región oriental de los Zagros orientales, al norte de Kerman y al este, en la frontera del desierto de Lut.
Se desconoce si Simashki es solo una región o una ciudad con la región que dominaba. Según textos de la Tercera Dinastía de Ur (Ur III), la región de Simashki parece estar dividida en seis distritos: Zabshali, Sigirish, Iapulmat, Alumiddatum, Garda y Shatilu.
Simashki es mencionada por Puzur-Inshushinak (siglo XXI a. C.), quien la convierte en tierras vasallas. También en los textos de Ur III que narran las campañas de los reyes de Ur en Irán,así como en los textos administrativos encontrados en la antigua ciudad de Puzrish-Dagan. 
El segundo rey de la tercera dinastía de Ur, Shulgi, fue el primero en someter a la región de Simashki. El rey Shu-Sin acometió otra campaña en esta dirección, y sometió Zabshali, mientras que su sucesor Ibbi-Sin llegó a casar su hija con el rey de esta región. Posiblemente Zabshali constituyera la región más poderosa de Simashki, y que luego, sus reyes sometieran a sus vecinos para llegar a convertirse en los reyes de Simashki. 

## Dinastía Simashki
La dinastía Simashki 
𒈗𒂊𒋛𒈦𒄀𒆠
, lugal-ene si-mash-gikiː«Reyes del país de Simashgi», fue una dinastía de la región de Elam, al sureste de Babilonia, aproximadamente entre 2100 y 1900 a. C.  Una lista de doce reyes de Shimashki se encuentra en la Lista de los reyes elamitas de Susa, , que también contiene una lista de reyes de la dinastía Awan. Se desconoce la exactitud histórica de la lista (y si refleja un orden cronológico), La dinastía corresponde a la parte media del periodo elamita antiguo (datada entre c. 2700 y c. 1600 a. C.). Le siguió la dinastía Sukkalmah. Es probable que Shimashki estuviera cerca de la actual Masjed Soleyman.
A finales del siglo XXI a. C., el rey Kindattu de Simashki formó y dirigió una coalición de reyes elamitas y de otros pueblos del Zagros, que invadieron Mesopotamia y destruyeron Ur, deponiendo a su rey Ibbi-Sin, antes ser rechazados por el rey Ishbi-Erra de Isin.
Los reyes de Simashki se convirtieron en dueños de Elam, y su historia se confunde con la de este reino. La dinastía Simashki gobernó Anshan, Susa, Simashki y Awan. Mediante una política de enlaces matrimoniales, mejoraron sus relaciones con los reyes de Mesopotamia. El rey Tan-Ruhuhatir se casó con la hija de un rey de Eshnunna, mientras que otro rey se casó con una princesa de Isin.
Después de más de medio siglo de apogeo, la dinastía Simashki colapsó en los últimos años del siglo XIX a. C. cuando una dinastía elamita rival emergió en Anshan, fundada por un tal Eparti / Ebarat. En cualquier caso, es esta dinastía la que toma el poder después de que el Elam sufriera una derrota ante el Rey Gungunum de Larsa, lo que sin duda precipitó la caída de los reyes de Simashki. Después de este episodio, Simashki ya no tuvo importancia política.

### Lista de reyes de la dinastía elamita de Simashki
Una lista de doce reyes de Shimashki se encuentra en la lista de reyes elamitas de Susa, que también contiene una lista de reyes de la dinastía Awan. No está claro cuán históricamente precisa es la lista (y si refleja un orden cronológico)), aunque algunos de sus reyes pueden ser corroborados por su aparición en otros registros de pueblos vecinos. La dinastía se corresponde con la parte media del antiguo período elamita (c. 2700 - c. 1600 a. C.). Sería seguida por la dinastía Sukkalmah. 
- Girname (c. 2030 a. C.)
- Tazitta I
- Ebarat I
- Tazitta II
- Lurrak-luhha
- Kindattu (c. 2000 a. C.)
- Indattu-Inshushinnak I
- Tan-Ruhuhatir
- Ebarat II
- Indattu-Inshushinnak II
- Indattu-napir
- Indattu-temti